# Dům Split
Dům Split, původního názvu Stadt Bremen (česky: dům Město Brémy), stojí v centru lázeňské části Karlových Varů v městské památkové zóně v ulici Tržiště č. 388/43. Byl postaven v letech 1896–1897.
Objekt byl prohlášen kulturní památkou, památkově chráněn je od 8. dubna 1991, rejstř. č. ÚSKP 15105/4-4539.

## Historie
První zmínky o domu pocházejí z roku 1759, kdy město zachvátil ničivý požár a dům spolu s mnoha dalšími stavbami vyhořel. Obnovila jej Regina Raab pod názvem Haus Weinberg. Roku 1835 se dům jmenoval Stadt Lübeck. V roce 1892 byl vypracován stavební regulační plán, který navrhoval, stejně jako pro vedlejší dům Ruská koruna (dnes Heluan), orientovat stavbu nově kolmo k ulici.
V letech 1896–1897 nechal postavit tehdejší majitel domu doktor August Herrmann nový novorenesanční dům s názvem Stadt Bremen. Pravděpodobný architekt projektu byl karlovarský rodák Alfred Bayer.

## Ze současnosti
Roku 1991 byl dům prohlášen kulturní památkou.
V současnosti (květen 2021) je provozován jako hotel pod názvem Ester. Evidován je jako objekt občanské vybavenosti v majetku společnosti Hotel Ester s. r. o.

## Popis
Řadový čtyřpodlažní dům s obytným podkrovím ve stylu severské novorenesance s barokizujícími prvky se nachází v ulici Tržiště č. 388/43.
Průčelí je nepravidelně čtyřosé, jeho levá část v šíři jedné okenní osy jemně rizalitově vystupuje. V přízemí ve třetí okenní ose zleva je umístěn obloukový vchod v ostění s klenákem a pásováním, tři ostatní okna jsou podobná oblouková. Stěna je zde rustikovaná, mezi přízemím a prvním patrem jsou úplná průběžná kladí.
V prvním patře jsou okna obdélná. U okna nad vchodem je na dvou konzolách osazen balkon se zděným zábradlím. Stěny jsou zde částečně s pásováním, částečně je zdivo z režné cihly.
Ve druhém a třetím patře je ve třetí ose zleva trojboký arkýř, vždy s třemi obdélnými okny v každém patře. Ve druhém patře mají boční okna arkýře rovnou římsu a střední okno římsu s trojúhelným frontonem. Ve třetím patře jsou arkýře všech oken s plochými archivoltami. Ostatní okna druhého patra průčelí jsou s trojúhelným frontonem. U levého krajního okna je obdélný balkon na konzolách se stejnou mříží, jako má balkon nad vchodem. Okna třetího patra průčelí jsou všechna s plochou archivoltou.
Fasáda třetího poschodí přerůstá plynule bez korunní římsy do volutových štítů. Pravý větší štít má celkem tři vrcholy trojúhelného frontonu, levý menší štít je s jedním trojúhelným frontonem. Od druhého patra nahoru je stěna fasády v režné cihle. Střecha je tašková.
Před přízemím v celé šíři domu je postavena na svažujícím se terénu kamenná terasa se schody do ulice a kamenným zábradlím.